# NDUFC2
NDUFC2 (англ. NADH:ubiquinone oxidoreductase subunit C2) – білок, який кодується однойменним геном, розташованим у людей на короткому плечі 11-ї хромосоми. Довжина поліпептидного ланцюга білка становить 119 амінокислот, а молекулярна маса — 14 188.
| 10         |  | 20         |  | 30         |  | 40         |  | 50         |
| ---------- |  | ---------- |  | ---------- |  | ---------- |  | ---------- |
| MIARRNPEPL |  | RFLPDEARSL |  | PPPKLTDPRL |  | LYIGFLGYCS |  | GLIDNLIRRR |
| PIATAGLHRQ |  | LLYITAFFFA |  | GYYLVKREDY |  | LYAVRDREMF |  | GYMKLHPEDF |
| PEEDKKTYGE |  | IFEKFHPIR  |  |            |  |            |  |            |

A: Аланін

C: Цистеїн

D: Аспарагінова кислота

E: Глутамінова кислота

F: Фенілаланін

G: Гліцин

H: Гістидин

I: Ізолейцин

K: Лізин

L: Лейцин

M: Метіонін

N: Аспарагін

P: Пролін

Q: Глутамін

R: Аргінін

S: Серин

T: Треонін

V: Валін

Задіяний у таких біологічних процесах, як транспорт, транспорт електронів, дихальний ланцюг, альтернативний сплайсинг. 
Локалізований у мембрані, мітохондрії, внутрішній мембрані мітохондрії.